# Estación de Plasencia
Plasencia es una estación ferroviaria situada en la ciudad española de Plasencia en la provincia de Cáceres, comunidad autónoma de Extremadura. Cuenta con servicios de Media y Larga Distancia operados por Renfe.

## Situación ferroviaria
Según Adif la estación se encuentra en el punto kilométrico 16,7 de la línea férrea 530 de la red ferroviaria española entre Monfragüe y Plasencia. Históricamente la estación pertenecía a un trazado de mayor amplitud entre Monfragüe y Astorga pero el cierre de la práctica totalidad de línea el 31 de diciembre de 1984 (a excepción del mencionado tramo) reconfiguró este tramo como un pequeño ramal de la línea 500 entre Madrid y Valencia de Alcántara. La nueva situación ferroviaria generada en 1984 hizo que los trenes pasantes se vean obligados a invertir su marcha en Plasencia para continuar su ruta. El tramo es de vía única y está sin electrificar.

## Historia
La estación fue inaugurada el 26 de julio de 1893 con la apertura al tráfico del tramo Plasencia-Hervas de la línea que pretendía unir Plasencia con Astorga. Las obras corrieron a cargo de la Compañía de los Ferrocarriles de Madrid a Cáceres y Portugal. A pesar de contar con importantes trazados la compañía nunca gozó de buena salud financiera siendo intervenida por el Estado en 1928 quien creó para gestionarla la Compañía Nacional de los Ferrocarriles del Oeste.
En 1941, con la nacionalización de la red ferroviaria de ancho ibérico, la estación pasó a ser gestionada por RENFE. El 1 de enero de 1985 se cerró al tráfico de pasajeros la mayor parte de la línea Plasencia-Astorga. Algunos años después el trazado sería clausurado definitivamente. Debido a ello, Plasencia pasó a ser estación terminal del ramal de Monfragüe, en el empalme con la línea de Madrid a Valencia de Alcántara. Desde el 31 de diciembre de 2004 Renfe Operadora explota el tráfico de viajeros mientras que Adif es la titular de las instalaciones ferroviarias.

## La estación

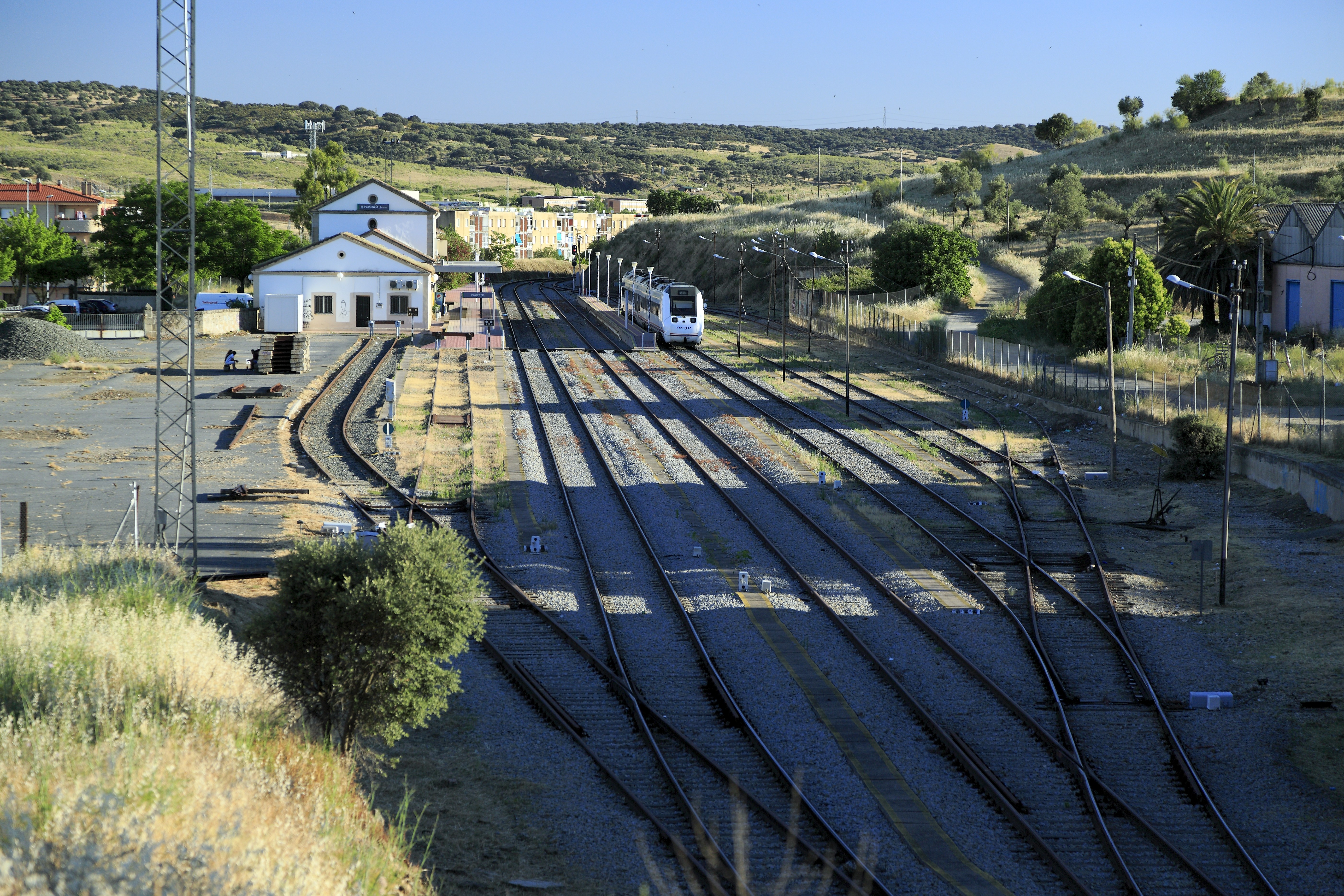
Vías de tren en la estación

Se encuentra alejada del centro urbano, al sur del río Jerte. Dispone de un edificio para viajeros de amplias dimensiones formado por un cuerpo central de dos alturas y dos anexos laterales de planta baja. El conjunto muestra unas líneas clásicas y sobrias con vanos adintelados. Cuenta con dos andenes, uno lateral y otro central a los que acceden tres vías. Existen dos vías más sin acceso a andén y dos más concluyen en toperas en el lateral del edificio de viajeros.

## Servicios ferroviarios

### Media distancia
En esta estación efectúan parada todos los trenes que cubren los servicios Regional Exprés (antiguamente denominado TRD) y MD de la línea 52 de Media Distancia, siempre que no circulen por el by-pass que une directamente Monfragüe y Mirabel.
| Línea MD | Trenes | Origen/Destino          | Serie | Destino/Origen                 |
| -------- | ------ | ----------------------- | ----- | ------------------------------ |
|          | MD     | Madrid-Atocha Cercanías | 599   | Huelva (1) Sevilla-Santa Justa |
| 52       | RE     | Madrid-Atocha Cercanías | 599   | Cáceres                        |

(1) Solo fines de semana